# Against All Authority
Against All Authority es una banda estadounidense de ska punk formada en el año 1992, en la ciudad de Miami, Florida.  Los miembros actuales son Danny Lore (bajo y voz), Joe Koontz (guitarra y voz), Jeremy Kaiser (trompeta), y Macbeth Proenza (batería).  Su actual sello discográfico es Hopeless Records.

## Historia
Against All Authority fue fundada en Miami, Florida en 1992,  impulsada por la voluntad de promover su mensaje "cuestionando las diferencias económicas y la promoción de las similitudes humanas", según lo declarado por su sitio oficial. Un fuerte compromiso con las cuestiones políticas y sociales es evidente en sus letras. La banda mantiene una postura fuerte bricolaje influenciada por el enfoque de Dead Kennedys y Subhumans. En las épocas tempranas de su carrera la banda decidió dar conciertos libres, hacer grabaciones de la banda por cuenta propia e incluso producir camisetas por ellos mismos.

## Integrantes

### Anteriores
- Danny Lore – Bajo y Vocalista
- Joe Koontz – Guitarra y Vocalista
- Jeremy Kaiser – Trompeta
- Macbeth Proenza – Batería
- Joey Jukes - Trompeta
- Tim "FarOut" - Trombón
- Tim Coats - Saxofón
- Allan 'Fin' Leavell – Trombón/Guitarra
- Kris King - Batería
- Spikey – Batería
- Jason Lederman – Batería
- Alan V. – Trompeta
- Marcio "Grim" - Batería
- Ambrose Nzams - Trombón
- Sid - Batería

## Discografía

### Álbumes y EP
- Above The Law 7" (1994)
- Less Than Jake/Against All Authority split 7" (1995)
- Destroy What Destroys You (1996)
- Reject (split 7" w/ Anti-Flag) (1996)
- -AAA- & The Pist split 7" (1996)
- All Fall Down (1998)
- 24 Hour Roadside Resistance (2000)
- Exchange split EP w/ The Criminals (2000)
- Nothing New for Trash Like You (2001)
- Against All Authority / Common Rider split (2005)
- The Restoration of Chaos & Order (2006)

### Compilaciones
- Operation: Punk Rock Freedom (2003 Hopeless/Sub City Records) 
  - "Just an Obstruction"
- Hopelessly Devoted to You Too Vol. 2 (1998 Hopeless)
  - "Just an Obstruction"
  - "All Fall Down"
- Hopelessly Devoted to You Vol. 3 (2000 Hopeless)
  - "Pestilent Existence"
  - "In On Your Joke"
- Hopelessly Devoted to You Vol. 4 (2002 Hopeless)
  - "Dinkas When I Close My Eyes"
  - "Out A Luck"
- Hopelessly Devoted to You Vol. 5 (2004 Hopeless)
  - "Wet Foot Policy"
- Hopelessly Devoted to You Vol. 6 (2006 Hopeless)
  - "Radio Waves"
  - "Pestilent Existence"
  - "Dinkas When I Close My Eyes"
- Ska Is Dead (2007 Asian Man)
  - "Silence Is Golden but Duct Tape Is Silver"